# 霍裕平
霍裕平（1937年8月16日—），男，湖北黄冈人，中国物理学家。

## 生平
霍裕平是湖北黄冈人。1959年毕业于北京大学物理系。1993年当选为中国科学院院士。郑州大学教授。曾任中国科学院等离子体物理研究所所长、合肥分院院长。